# A Franklin Társulat szépirodalmi könyvsorozata
A Franklin Társulat szépirodalmi könyvsorozata nyomásukban és kötésükben azonos kiállítású, bár külön sorozatnévvel nem jelezett 20. század eleji magyar nyelvű szépirodalmi tartalmú könyvek sorozata volt. Az egyes kötetek Budapesten jelentek meg az 1910-es években, és a következők voltak (a teljesség igénye nélkül):
- Bernard Shaw: Cashel Byron mestersége (1911)
- Cholnoky Viktor: Az Alerion-madár vére (1912)
- Cholnoky Viktor: Tammúz (1910)
- H. G. Wells: Új világ a régi helyén I–II.
- Isaák Mártha: Bilincsek
- Kaffka Margit: Szinek és évek (1912)
- Kóbor Tamás: Hamupipőke őnagysága I–II. (1911)
- Lagerlőf Zelma: Az antikrisztus csodái I–II.
- Molnár Ferenc: A pál-utcai fiúk (1911)
- Molnár Ferenc: Ketten beszélnek (1909)
- Sas Ede: Desdemona leánya (1908)
- Sebők Zsigmond: Bajcsányi de Eadem és egyéb elbeszélések
- Szemere György: A kont-eset (1911)
- Wilde Oszkár: Mesék, történetek és költemények prózában (1912)
- Zsoldos László: Vicza regénye (1912)

## Képtár
- Sas Ede: Desdemona leánya (1908)